# Герман фон Куль
Герман Йозеф фон Куль (нім. Hermann Josef von Kuhl; 2 листопада 1856, Кобленц — 4 листопада 1958, Франкфурт-на-Майні) — німецький воєначальник, генерал піхоти. Під час Першої світової війни був начальником штабу 1-ї і 12-ї армій, а також групи армій принца Рупрехта Баварського.

## Біографія
Будучи сином вчителя середньої школи, він вивчав філософію і літературу. Куль вступив до прусської армії в 1878 році, і після закінчення Прусської військової академії служив в різних військових частинах, а також в Генеральному штабі в Берліні. У 1898 році він став викладачем Прусської військової академії, а в 1902 році служив офіцером в Генеральному штабі німецького флоту. Він отримав звання оберста в 1909 році, а став генерал-майором в 1912 році. У червня 1913 року призначений командиром 25-ї піхотної дивізії, дислокованої в Мюнстері, а в грудні того ж року він був переведений в Генеральний штаб в Берліні.

### Перша світова війна
На початку Першої світової війни Куль став начальником штабу 1-ї армії під командуванням Александра фон Клюка. Будучи начальником штабу 1-ї армії, він брав участь в прикордонних боях, а також в першій битві на Марні. Куль залишався начальником штабу 1-ї армії навіть після того, як пораненого Клюка замінив в командуванні армії Макс фон Фабек.
У квітні 1915 року Куля підвищили до генерал-лейтенанта, а в вересні того ж року він став начальником штабу 12-ї армії. У листопаді 1915 року Куль став начальником штабу 6-ї армії під командуванням баварського принца Руппрехта. 28 серпня 1916 року став начальником штабу групи армій принца Руппрехта. Він залишався в цьому місці до кінця війни.

### Після війни
Після війни Куля підвищили до генерала піхоти і відправили у відставку. Він написав кілька книг з військової теорії і книгу з двох частин про Першу світову війну. Куль провів останні роки свого життя у Франкфурті-на-Майні, де він жив зі своїм племінником.

## Нагороди
- Столітня медаль
- Орден Альберта (Саксонія)
- Орден Вюртемберзької корони
- Орден Франца Йосифа
- 16 липня 1913 року отримав від імператора Вільгельма II спадкове дворянство.
- Залізний хрест 2-го і 1-го класу
- Орден Червоного орла
  - 2-го класу з дубовим листям і мечами (15 січня 1916)
  - зірка до ордена 2-го класу (12 січня 1918)
- Pour le Mérite з дубовим листям
  - орден (28 серпня 1916)
  - дубове листя (20 грудня 1916)
- Військовий орден Максиміліана Йозефа, командорський хрест (13 грудня 1916)
- Орден Корони (Пруссія) 1-го класу з мечами (22 березня 1918)
- Pour le Mérite за науку і мистецтво (6 грудня 1924) — за історичні праці.
- Почесний хрест ветерана війни з мечами
- Почесний громадянин міста Юліх

## Вшанування
У Кобленці є вулиця фон Куля (нім. Von-Kuhl-Straße).

## Біографія
- Dissertation De Saliorum carminibus, 1878 (Note «magna cum laude»)
- Bonapartes erster Feldzug von 1796, der Ausgangspunkt moderner Kriegsführung, Eisenschmidt, 1902
- Der deutsche Generalstab in Vorbereitung und Durchführung des Weltkrieges, Mittler, Berlin 1920
- Der Marnefeldzug 1914, Mittler, Berlin 1921
- Der Weltkrieg im Urteil unserer Feinde — ein kritischer Überblick (1922)
- Ursachen des Zusammenbruchs: Entstehung, Durchführung und Zusammenbruch der Offensive von 1918, Hobbing, Berlin 1923 (mit Bernhard Schwertfeger und Hans Delbrück)
- Der Weltkrieg 1914—1918. Dem deutschen Volke dargestellt, 2 Bände, Tradition W. Kolk, Berlin 1929